# Cardepia antinea
Cardepia antinea là một loài bướm đêm trong họ Noctuidae.